# Кончедарья
Кончедарья (Конче-дарья; кит. 孔雀河, пиньинь Kǒngquè hé, палл. Кунцюехэ, буквально: «Павлинья река», на уйгурском языке «дарья» — «река») — река в Синьцзян-Уйгурском автономном районе Китая.
Вытекает из озера Баграшкёль, в верховьях пересекает восточные отроги Тянь-Шаня, затем течёт по северо-восточной окраине Кашгарской равнины (Таримской впадины). Длина 550 км, площадь бассейна (вместе с водосбором оз. Баграшкёль) 184,4 тыс. км².
Сток равномерный в течение года, средний расход воды при выходе из гор 36 м³/с. Кончедарья образовала на равнине сложную систему русел, соединённых протоками; направление стока здесь часто меняется. В годы, когда Кончедарья текла в Лобнор, озеро наполнялось водой, а когда река полностью отдавала свои воды Тариму, Лобнор высыхал.
В настоящее время, в связи с увеличившимся разбором воды на орошение, река теряется в пустыне задолго до достижения озера Лобнор, которое давно уж пересохло.
Кончедарья имеет приток — Инчикедарья.
На реке сооружено водохранилище Темэньгуань («Железные ворота», 铁门关水库, 41°49′10″ с. ш. 86°12′11″ в. д.).

## Источник
- Кончедарья // Большая советская энциклопедия : [в 30 т.] / гл. ред.  А. М. Прохоров. — 3-е изд. — М. : Советская энциклопедия, 1969—1978.
- Козлов П. К., Конче-Дарья и Баграш-Куль, М., Буки, 2011